# No Time (Lil' Kim)
No Time è un singolo della rapper e statunitense Lil' Kim, pubblicato nel 1996 ed estratto dal suo primo album Hard Core. 
Il brano vede la collaborazione del rapper e produttore discografico Puff Daddy.

## Tracce
- CD Singolo (UK)

1. No Time (Radio Edit) – 3:58
2. No Time (Radio Mix) – 5:03
3. No Time (Album Version) – 5:03
4. No Time (Instrumental) – 5:03

- CD Singolo (Europa)

1. No Time (Radio Edit) – 3:58
2. No Time (The Incident Remix) – 4:39
3. No Time (Incident Remix Instrumental) – 4:38
4. No Time (Album Version) – 5:03
5. No Time (Instrumental) – 5:03